# Hair (reality show)
Hair é uma reality show britânico para encontrar o melhor cabeleireiro amador da Grã-Bretanha que foi transmitido pela primeira vez na BBC Three em 25 de fevereiro de 2014. A primeira temporada foi apresentada por Steve Jones, enquanto a segunda temporada foi liderada por Katherine Ryan. Os jurados são Denise McAdam e Alain Pichon. Em 30 de outubro de 2014, foi revelado que Hair havia sido renovado para uma segunda temporada e promovido da BBC Three para a BBC Two.  A segunda e última temporada compreende oito episódios de meia hora e começou em 13 de julho de 2015.

## Produção
Hair foi encomendado por Zai Bennett e Emma Willis e foi produzido pela BBC Television.

## No Brasil
O reality ganhou uma edição brasileira, o Hair o reality de cabelos dentro do Hoje em Dia entre 14 de fevereiro de 2020 e 4 de abril de 2020,exibido pela RecordTV.